# Pic de Solarac
El pic de Solarac (o en francès Soularac) és un cim dels Pirineus de 2 368 m situat al departament de l'Arieja. És la muntanya més alta del massís de Taba, per davant del pic de Sant Bertomieu, de 2 348 m.

## Geografia
Administrativament el pic de Solarac marca la frontera entre els límits municipals d'Acciat i de Montsegur.

### Accés
- Per les mines de talc de Trimons (a l'E) a través del coll de la Peira.
- Per l'estació d'esquí dels Monts d'Olmes (al NO, 3h de camí) via la Font de la Lauzate, el coll de Girabal i el pic de Sant Bertomieu.
- Per la vall del riu Lasset (al NO) via els Gourgs (estanys) i el coll del Trou de l'Ors

### Topografia
Està situat al mig del massís de Taba, a la mateixa cresta on hi ha el pic de Sant Bertomieu. El coll del Trou de l'Ors separa els dos cims, que es troben separats per 800 metres en línia recta. Es tracta d'un pic piramidal format per tres arestes. Al seu flanc nord, en un petit circ glacial, hi ha l'estany del Diable i l'estany de les Truites; al flanc est hi ha l'estany Tort.

## Geologia
Al seu vessant est, a 1700 metres d'altitud, hi ha un gran jaciment de talc explotat per la pedrera de Trimons (Trimouns en francès). La fàbrica de transformació es troba a la comuna de Luzenac. La pedrera de Timonts és una de les més importants del món en l'extracció de talc-clorita, ja que extreu una mitjana de 400 000 tones per any (un 10 % de la producció mundial).